# 쿠마이 모토코
쿠마이 모토코(일본어: くまい もとこ, 1970년 9월 8일 ~ )는 일본의 성우이다. 대표작으로는 <카드캡터 사쿠라>의 샤오랑이있다.

## 활동

### 애니메이션
- 마이리틀포니 (My little pony)～トモダチは魔法～ Spike
- 探検ドリランド 시리즈 ポロン／激炎剣キバマル
- Pretty Rhythm series 春音いつき／네코치
- GON ゴン＜主役＞
- 海月姫 ばんば
- 스티치 시리즈 유나
- 하트캐치 프리큐어！ 코후레
- 極上!!めちゃモテ委員長 大樹
- ひめチェン！おとぎちっくアイドル　リルぷりっ 早乙女光太郎
- 코바토 啓太
- 도라도라＜主役＞
- 메르헤븐 虎水ギンタ＜主役＞
- 스파이더 라이더스 헌터 스틸＜主役＞
- 우리반 짱돌이 学級王ヤマザキ ヤマザキ＜主役＞
- 爆転SHOOT！　베이블레이드　시리즈 / 폭전 슈트베이블레이드 - 키노미야 타카오＜主役＞
- 철인 28호 - 金田正太郎＜主役＞
- 花田少年史 花田一路＜主役＞
- 砂漠の海賊！キャプテンクッパ クッパ＜主役＞
- ねぎぼうずのあさたろう あさたろう＜主役＞
- メジャー 本田吾郎＜少年時代、主役＞
- 南の島の小さな飛行機バーディー バーディー＜主役＞
- 닥터 슬럼프 오봇챠만
- かいけつゾロリ　シリーズ ノシシ
- 앨리슨과 리리아 븬
- 샤먼킹 - 초코러브
- 카드캡터 체리 - 리 샤오랑
- 피타텐 - 미타라이 히로시
- 극장판 나루토 질풍전 絆 아말

### 영화
- 아메리칸 고식 케이렙・텐뿌라（루카스 . 블랙）
- アイ・カーリー ギビー・기브손
- 愉快なシーバー一家 ベン（제레미ー・미라）
- ボーイ・ミーツ・ワールド コーリー・マシューズ（숀・블랙）
- ビデオグラム 8月のメモワール （루카스・블랙）

### TV
- NHK ポコポッテイト ムテ吉
- NHK 엄마와いっしょ“ぐーチョコランタン” アネム
- NHK 하이비젼 스페셜 보이스오버
- NHK하이비젼 特集～鄭和～

### 게임
- PS2 파이널 판타지ーⅩ パッセ